# Zenithoptera anceps
Zenithoptera anceps is een libellensoort uit de familie van de korenbouten (Libellulidae), onderorde echte libellen (Anisoptera).
De wetenschappelijke naam Zenithoptera anceps is voor het eerst geldig gepubliceerd in 1993 door Pujol-Luz.